# Damon Albarn
Damon Albarn OBE (n. 23 martie 1968, Greater London, Anglia, Regatul Unit) este un cântăreț englez, cunoscut ca fiind vocalistul formației rock Blur și co-fondatorul, vocalistul, instrumentistul și principalul compozitor al formației Gorillaz.